# Monika Rasky
Monika Rasky (* 5. August 1946 in München) ist eine deutsche Schauspielerin bei Bühne und Fernsehen und eine Theaterregisseurin.

## Leben und Wirken
Monika Rasky erhielt ihre Schauspielausbildung bei Ruth von Zerboni in ihrer Heimatstadt München. Ihr erstes Engagement führte sie an eine Wanderbühne. Anschließend war sie freischaffend tätig und ging unter anderem auch auf Tourneen. Monika Rasky hat als Synchronsprecherin gearbeitet und stand ab 1967, als sie in dem Kinofilm Heißes Pflaster Köln debütierte, regelmäßig vor der Kamera, vor allem in Fernsehfilmen. Nach ihrer Sekretärinnenrolle in der Serie Der Anwalt spielte Rasky vor allem noch in einer weiteren Serie, Forsthaus Falkenau, mit. Danach erhielt sie vom Fernsehen keine Angebote mehr und konzentrierte sich auf die Bühnenregie.

## Filmografie
- 1967: Heißes Pflaster Köln
- 1969: Frei bis zum nächsten Mal
- 1969: Percy Stuart (TV-Serie, zwei Folgen)
- 1970: John Klings Abenteuer (TV-Serie, eine Folge)
- 1971: Karl Valentins Lachparade (TV-Reihe, eine Folge)
- 1972: Mein Bruder – Der Herr Dokter Berger (TV-Serie, durchgehende Rolle)
- 1973–75: Im Auftrag von Madame (TV-Serie, mehrere Folgen)
- 1975: Bitte keine Polizei (TV-Serie, eine Folge)
- 1975–76: Spannagl & Sohn (TV-Serie, mehrere Folgen)
- 1977–78: Der Anwalt (TV-Serie, durchgehende Rolle)
- 1979: Blauer Himmel den ich nur ahne
- 1989: Die schnelle Gerdi (TV-Serie, eine Folge)
- 1986, 1991: SOKO München (TV-Serie, zwei Folgen)
- 1993: Forsthaus Falkenau (TV-Serie, drei Folgen)